# 領家村 (広島県)
領家村（りょうけむら）は、広島県甲奴郡にあった村。現在の庄原市の一部にあたる。

## 地理
田総川、亀谷川の流域に位置していた。

## 歴史
- 1889年（明治22年）4月1日、町村制の施行により、甲奴郡五箇村、黒目村、亀谷村、上領家村、中領家村が発足[3]。
- 1913年（大正2年）2月1日、上記5村が合併して領家村が発足[1][2]。旧村名を継承した五箇、黒目、亀谷、上領家、中領家の5大字を編成[2]。役場を大字五箇に設置[2]。
- 1925年（大正14年）電気点灯[2]。
- 1927年（昭和2年）役場を大字亀谷に移転[2]。
- 1944年（昭和19年）産業組合を解散し領家村農業会設置[2]。
- 1948年（昭和23年）領家農業協同組合、領家農業共済組合設立[2]。
- 1953年（昭和28年）領家診療所設立[2]。
- 1955年（昭和30年）3月31日、甲奴郡田総村と合併し、町制施行して総領町を新設し廃止された[1][2]。

### 地名の由来
中世田総荘の領家方に属したことによる。

## 産業
- 農業[2]

## 教育
- 1920年（大正9年）中領家尋常小学校に高等科併設[2]。
- 1936年（昭和11年）青年学校開設[2]。